# 北山監守
北山監守（ほくざんかんしゅ）は、尚巴志が琉球を統一後、旧北山国（現今帰仁村を中心とした沖縄本島北部）の監視及び統治を目的として設けた琉球王国の官職である。王族から任命されることが多く、今帰仁城を拠点としていた。
尚忠を監守として送ったのが最初（『中山世譜』『球陽』、碑文『山北今帰仁城監守来歴碑記』）。
薩摩軍の琉球侵攻（琉球征伐）の際は、北山監守の今帰仁朝容（向克祉）が死亡したとされる。
今帰仁朝幸（向従憲）が就任したのを最後にその後、1665年に廃止された。
江戸時代の大坂城代と性格が似ている。

## 北山監守一覧
詳細な監守一覧については「北山世主」を参照。

### 主な北山監守
- 尚忠
- 護佐丸
- 今帰仁朝典
- 今帰仁朝幸